# Arambag
Arambag è una suddivisione dell'India, classificata come municipality, di 56.129 abitanti, situata nel distretto di Hooghly, nello stato federato del Bengala Occidentale. In base al numero di abitanti la città rientra nella classe II (da 50.000 a 99.999 persone).

## Geografia fisica
La città è situata a 22° 52' 60 N e 87° 46' 60 E e ha un'altitudine di 14 m s.l.m..

## Società

### Evoluzione demografica
Al censimento del 2001 la popolazione di Arambag assommava a 56.129 persone, delle quali 28.748 maschi e 27.381 femmine. I bambini di età inferiore o uguale ai sei anni assommavano a 6.464, dei quali 3.334 maschi e 3.130 femmine. Infine, coloro che erano in grado di saper almeno leggere e scrivere erano 36.972, dei quali 20.991 maschi e 15.981 femmine.